# Chunchucmil
Chunchucmil est un site archéologique maya situé dans l'État de Yucatán, au Mexique.

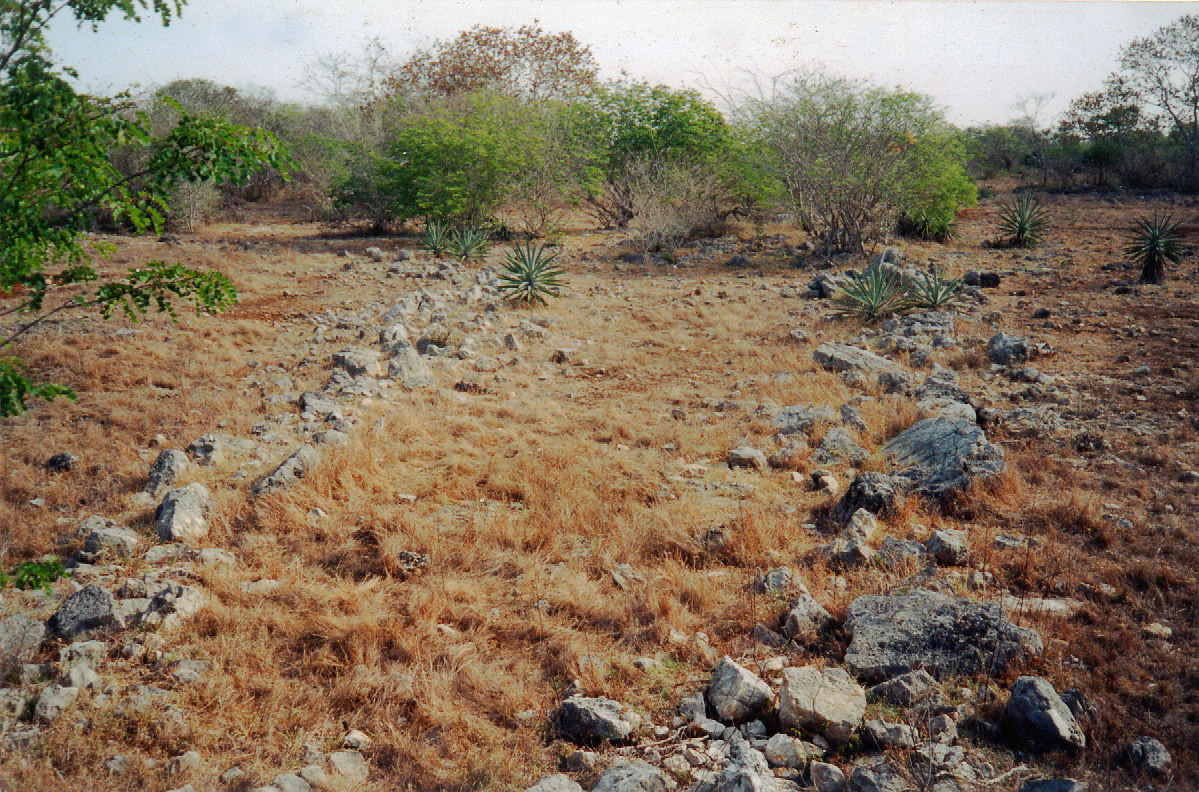
Restes de voie maya, Chunchucmil
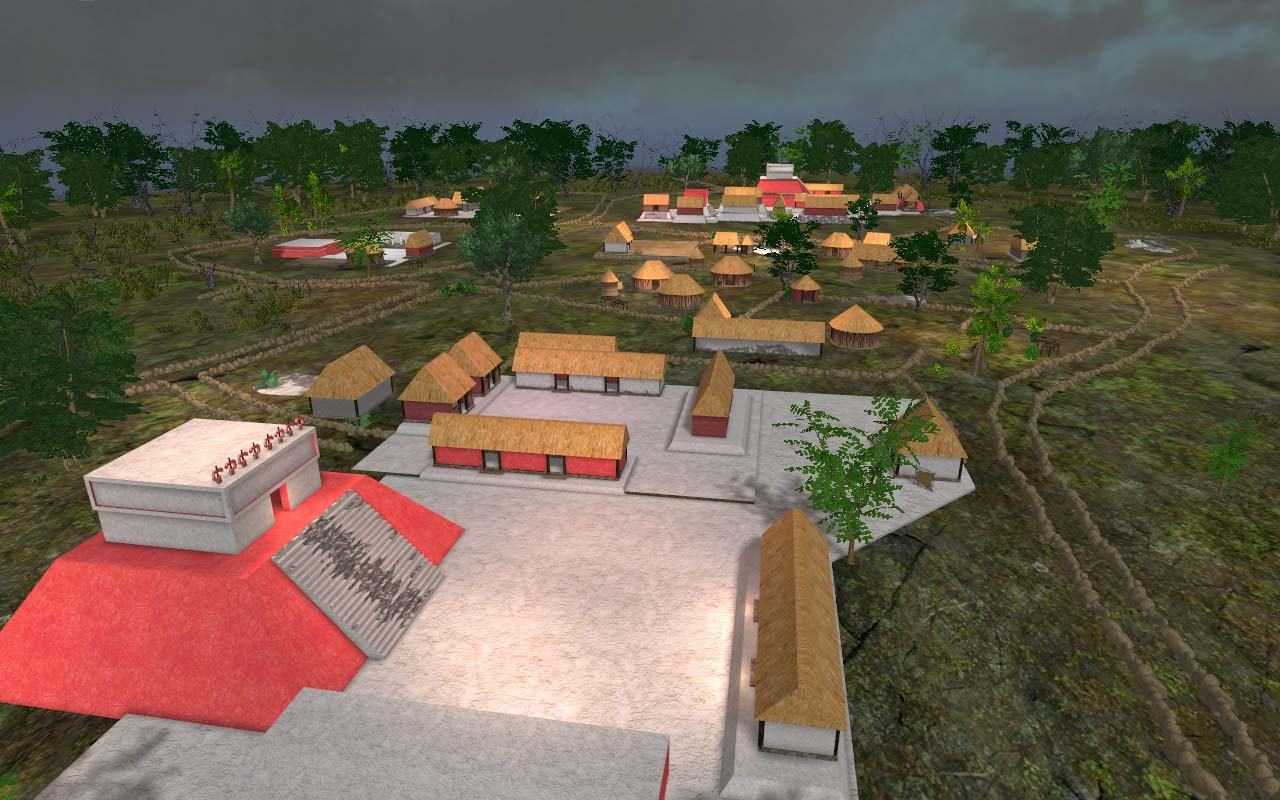
Reconstitution
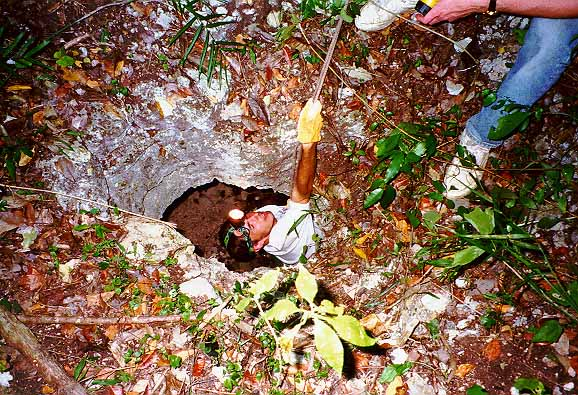
Citerne souterraine